# Nationaal natuurreservaat Haute Chaîne du Jura

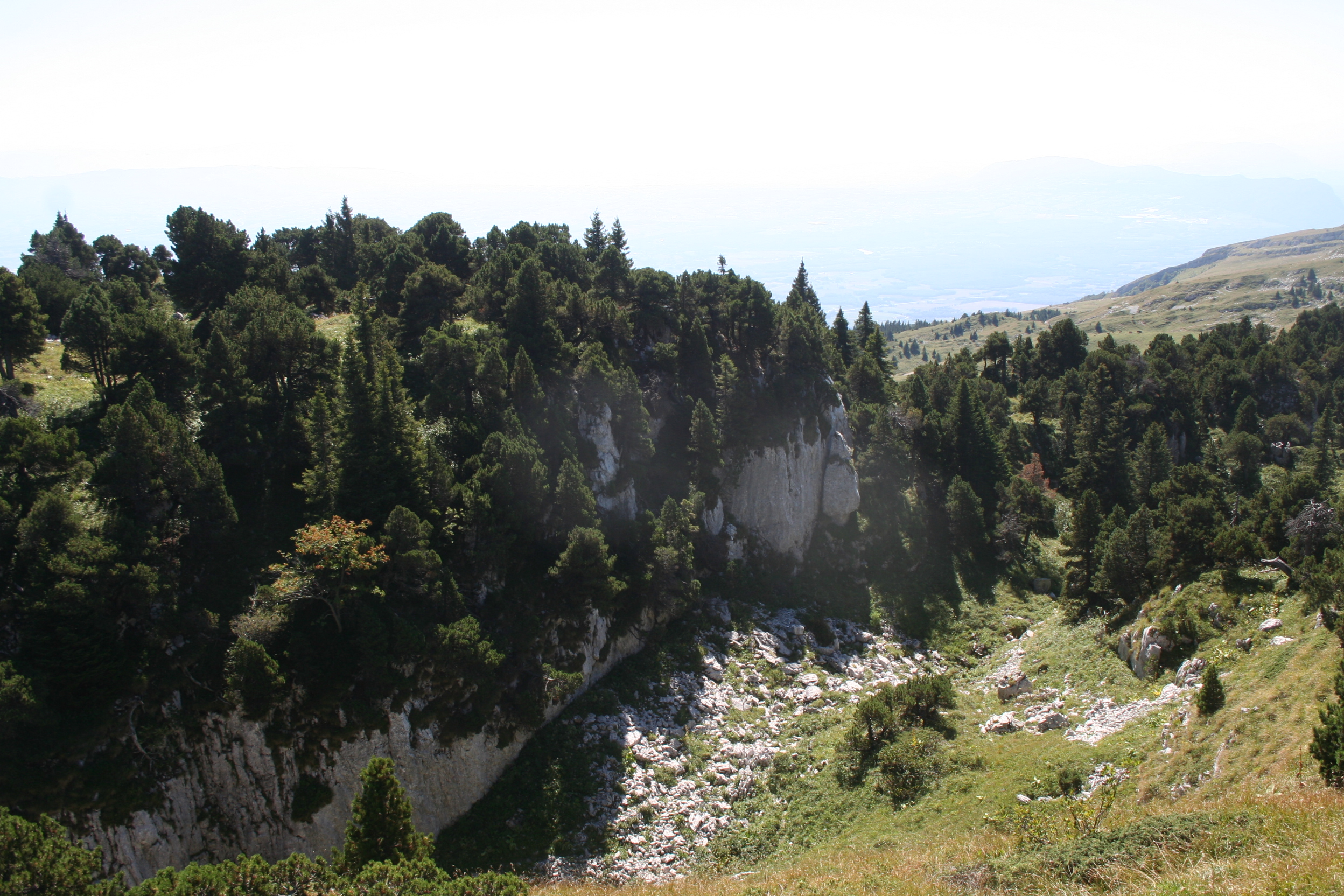

Nationaal natuurreservaat Haute Chaîne du Jura (Frans: Réserve naturelle nationale de la Haute Chaîne du Jura) is een natuurreservaat in Frankrijk in de Jura, in het regionaal natuurpark Haut-Jura. Het reservaat ligt in de regio Auvergne-Rhône-Alpes. Het nationaal natuurreservaat werd gecreëerd in 1993 en is 110 vierkante kilometer groot (het op vier na grootste nationaal natuurreservaat in Europees Frankrijk). Het omvat het oostelijkste en hoogste deel van de Franse Jura. Het gebied is ook Natura 2000-gebied.